# Amundsen
Amundsen és una pel·lícula noruega, estrenada el 15 de febrer de 2019, que detalla la vida de l'explorador noruec Roald Amundsen. Va ser dirigida per Espen Sandberg i va ser distribuït a Noruega per SF Studios. El 14 de gener de 2022 es va estrenar el doblatge en català oriental a TV3, i el 13 de gener de 2023, en valencià a À Punt.

## Repartiment
Aquesta pel·lícula explica la vida de l'explorador noruec Roald Amundsen, que ja des de petit es va interessar molt pels llocs desconeguts de la Terra i que, més endavant, es va obsessionar amb la conquesta de les zones polars. Va participar en nombroses expedicions: va ser el primer a passar un hivern a l'Antàrtida, a travessar navegant el pas del Nord-oest, o a circumnavegar tot l'oceà Àrtic. A més, va dirigir la primera expedició que va arribar al pol sud, gràcies en gran part als coneixements que tenia dels mètodes de supervivència dels inuits. Amundsen va ser la primera persona que va trepitjar el pol nord i el pol sud.
- Pål Sverre Hagen com a Roald Amundsen
- Katherine Waterston com a Bess Magids
- Christian Rubeck com a Leon Amundsen
- Ruby Dagnall com a Aline Amundsen
- Trond Espen Seim com a Fridtjof Nansen
- Mads Sjøgård Pettersen com a Helmer Hanssen
- Jonas Strand Gravli com a Leif Dietrichson
- Fridtjov Såheim com a Hjalmar Johansen
- Ole Andre Kaada com a Oscar Wisting
- Ole Christopher Ertvaag com a Hjalmar Riiser-Larsen
- Ted Otis com a Lincoln Ellsworth
- Ida Ursin-Holm com a Kristine "Kiss" Elisabeth Bennett
- Preben Hodneland com a Fredrik Ramm
- Herbert Nordrum com a Kristian Prestrud
- Eirik Evjen com a Paul Knutsen
- Sondre Larsen com a Gennady Olonkin
- Elg Elgesem com a Olav Bjaaland
- Torgny Gerhard Aanderaa com a Harald Sverdrup
- Geoffrey Kirkness com a Charles Bennett
- David Bark-Jones com a Robert Falcon Scott
- Adrian Lukis com a George Curzon, primer marquès Curzon de Kedleston
- Přemysl Bureš com a Robert Peary
- Luca Calvani com a Umberto Nobile
- Vojtech Kotek com a Karl Feucht
- Kenneth Åkerland Bergas com a Sverre Hassel
- Marius Lien com a Oskar Omdal
- Endre Hellestveit com a Peter Tessem